# Bogosipda
Bogosipda (보고싶다?, lett. Mi manchi; titolo internazionale Missing You, conosciuta anche come I Miss You) è una serie televisiva sudcoreana trasmessa su MBC dal 7 novembre 2012 al 17 gennaio 2013.

## Trama
La quindicenne Lee Soo-yeon è vittima di bullismo a scuola perché suo padre è un assassino. Han Jung-woo, il figlio di un chaebol gangster, la protegge, e i due diventano prima amici e poi si innamorano. Un giorno, Jung-woo viene rapito e Soo-yeon, che ha assistito alla scena, cerca di aiutarlo, venendo sequestrata a sua volta. Il rapimento è stato commissionato da Jung Hye-mi, l'infermiera dell'amante del nonno di Jung-woo, per sviare l'attenzione mentre lascia la Corea con il figlio della sua datrice di lavoro, Kang Hyung-joon, dopo aver depositato su un conto bancario svizzero una grossa somma di denaro contesa con il padre di Jung-woo. A causa di un incidente durante il rapimento, Jung-woo e Soo-yeon vengono separati: mentre il ragazzo si salva, la giovane viene stuprata e data per morta. Volendo coprire l'accaduto, il padre di Jung-woo corrompe rapitori e polizia per fingere il decesso della ragazza; in realtà, Soo-yeon viene salvata e portata all'estero da Hyung-joon e dall'infermiera Jung.
Quattordici anni dopo, Jung-woo è un detective della omicidi ed è deciso a ritrovare Soo-yeon, convinto che sia viva. Adesso nota come Joy Roux, Soo-yeon è una stilista esordiente che reca ancora dentro di sé le cicatrici del passato. Il destino porta i due a rincontrarsi, ma Joy non riesce a perdonare a Jung-woo di averla abbandonata durante il rapimento. Anche Kang Hyung-joon, diventato ricco grazie alla somma rubata da sua madre e ora conosciuto con il nome di Harry Borison, torna in Corea insieme a Soo-yeon, per vendicarsi dell'omicidio della sua genitrice, perpetrato dal padre di Jung-woo. Intanto comincia una serie di delitti, apparentemente collegati al caso di quattordici anni prima.

## Personaggi
- Han Jung-woo, interpretato da Park Yoo-chun e Yeo Jin-goo (da giovane)
- Lee Soo-yeon/Joy Roux, interpretata da Yoon Eun-hye e Kim So-hyun (da giovane)
- Kang Hyung-joon/Harry Borison, interpretato da Yoo Seung-ho e Ahn Do-gyu (da giovane)
- Kim Eun-joo, interpretata da Jang Mi-inae e Yoo Yeon-mi (da giovane)
Figlia dell'agente Kim Sung-ho, dopo la morte di quest'ultimo vive insieme alla madre di Soo-yeon.
- Han Tae-joon, interpretato da Han Jin-hee
Padre di Jung-woo e Ah-reum.
- Kim Myung-hee, interpretata da Song Ok-sook
Madre di Soo-yeon.
- Hwang Mi-ran, interpretata da Do Ji-won
Matrigna di Jung-woo, madre di Ah-reum.
- Han Ah-reum, interpretata da Lee Se-young e Jeon Min-seo (da giovane)
Sorellastra di Jung-woo.
- Joo Jung-myung, interpretato da Oh Jung-se
Agente di polizia, partner di Jung-woo.
- Choi Chang-shik, interpretato da Song Jae-ho
Profiler della polizia.
- Kim Sung-ho, interpretato da Jun Kwang-ryul
Agente di polizia deceduto inseguendo Soo-yeon.
- Jung Hye-mi/Michelle Kim, interpretata da Kim Sun-kyung
Infermiera alle dipendenze di Kang Hyun-joo.
- Kang Hyun-joo, interpretata da Cha Hwa-yeon
Madre di Kang Hyung-joon.
- Song Mi-jung, interpretata da Kim Mi-kyung
Donna delle pulizie della stazione di polizia.
- Nam Ee-jung, interpretato da Jo Deok-hyun
Dipendente di Han Tae-joon.
- Kang Sang-deuk, interpretato da Park Sun-woo
Uno dei rapitori di Soo-yeon.
- Kang Sang-chul, interpretato da Eom Chun-bae
Uno dei rapitori di Soo-yeon, fratello di Sang-deuk.
- Kyung Chal-so, interpretato da Jung Suk-yong
Superiore di Jung-woo.
- Yoon Young-jae, interpretato da Chun Jae-ho
Assistente di Han Tae-joon.
- Craig, interpretato da Fabien
Avvocato di Harry.
- Choi Bo-ra (solo voce), interpretata da Kim Sae-ron

## Ascolti
| Episodio | Data di trasmissione | Dati TNMS           | Dati TNMS                  | Dati AGB            | Dati AGB                   |
| Episodio | Data di trasmissione | A livello nazionale | Area metropolitana di Seul | A livello nazionale | Area metropolitana di Seul |
| -------- | -------------------- | ------------------- | -------------------------- | ------------------- | -------------------------- |
| 1        | 7 novembre 2012      | 7,7%                | 8,4%                       | 8,7%                | 9,0%                       |
| 2        | 8 novembre 2012      | 7,9%                | 7,7%                       | 8,2%                | 9,2%                       |
| 3        | 14 novembre 2012     | 8,0%                | 10,0%                      | 8,6%                | 7,6%                       |
| 4        | 15 novembre 2012     | 8,4%                | 9,9%                       | 7,0%                | 9,5%                       |
| 5        | 21 novembre 2012     | 10,3%               | 12,1%                      | 10,2%               | 11,2%                      |
| 6        | 22 novembre 2012     | 11,9%               | 14,0%                      | 11,0%               | 12,7%                      |
| 7        | 28 novembre 2012     | 12,5%               | 15,0%                      | 10,6%               | 11,9%                      |
| 8        | 29 novembre 2012     | 12,1%               | 14,2%                      | 10,1%               | 11,8%                      |
| 9        | 5 dicembre 2012      | 10,7%               | 12,5%                      | 11,0%               | 12,5%                      |
| 10       | 6 dicembre 2012      | 12,9%               | 15,3%                      | 11,5%               | 12,7%                      |
| 11       | 12 dicembre 2012     | 14,2%               | 17,4%                      | 11,7%               | 13,3%                      |
| 12       | 13 dicembre 2012     | 13,9%               | 17,9%                      | 11,6%               | 13,8%                      |
| 13       | 20 dicembre 2012     | 11,9%               | 15,1%                      | 9,7%                | 10,8%                      |
| 14       | 26 dicembre 2012     | 12,2%               | 15,2%                      | 10,5%               | 11,8%                      |
| 15       | 27 dicembre 2012     | 10,9%               | 13,8%                      | 11,2%               | 12,8%                      |
| 16       | 2 gennaio 2013       | 11,1%               | 12,9%                      | 10,9%               | 12,4%                      |
| 17       | 3 gennaio 2013       | 12,2%               | 15,0%                      | 10,8%               | 12,2%                      |
| 18       | 9 gennaio 2013       | 11,8%               | 14,0%                      | 10,2%               | 11,9%                      |
| 19       | 10 gennaio 2013      | 12,9%               | 15,4%                      | 10,9%               | 12,8%                      |
| 20       | 16 gennaio 2013      | 12,3%               | 15,4%                      | 10,6%               | 11,7%                      |
| 21       | 17 gennaio 2013      | 11,8%               | 14,4%                      | 11,6%               | 13,2%                      |
| Media    | Media                | 11,3%               | 13,7%                      | 10,0%               | 11,5%                      |

## Colonna sonora
1. The Teardrops Are Falling (떨어진다 눈물이) – Wax
2. Just Look At You (바라보나봐) – Jung Dong-ha dei Boohwal
3. Reminds of You (니 얼굴 떠올라) – Byul (feat. Swings)
4. Don't Love Me (사랑하면 안돼요) – Lee Seok-hoon degli SG Wannabe
5. Magic Castle (마법의 성) – Melody Day
6. Sorrow (슬픔)
7. Loneliness (외로움)
8. Despair (절망)
9. Awe (두려움)
10. Waiting (기다림)
11. I Miss You (보고싶다)
12. Decisive (Inst.)
13. Magic Castle (Inst.) (마법의 성)
14. Don't Love Me) (Inst.) (사랑하면 안돼요)
15. Reminds of You) (Inst.) (니 얼굴 떠올라)
16. Just Look At You) (Inst.) (바라보나봐)
17. The Teardrops Are Falling) (Inst. (떨어진다 눈물이)
18. The Wind is Blowing (Inst.)

## Riconoscimenti
| Anno | Premio               | Categoria                                     | Ricevente      | Risultato       |
| ---- | -------------------- | --------------------------------------------- | -------------- | --------------- |
| 2012 | K-Drama Star Awards  | Best Young Actress                            | Kim So-hyun    | Vincitore/trice |
| 2012 | MBC Drama Awards     | Excellence Award, Actor in a Miniseries       | Park Yoo-chun  | Vincitore/trice |
| 2012 | MBC Drama Awards     | Excellence Award, Actor in a Miniseries       | Yoo Seung-ho   | Candidato/a     |
| 2012 | MBC Drama Awards     | Best Young Actor                              | Yeo Jin-goo    | Vincitore/trice |
| 2012 | MBC Drama Awards     | Best Young Actress                            | Kim So-hyun    | Vincitore/trice |
| 2012 | MBC Drama Awards     | Golden Acting Award, Actor                    | Jun Kwang-ryul | Vincitore/trice |
| 2012 | MBC Drama Awards     | Popularity Award                              | Yoon Eun-hye   | Vincitore/trice |
| 2012 | MBC Drama Awards     | Hallyu Star Award                             | Yoon Eun-hye   | Vincitore/trice |
| 2012 | MBC Drama Awards     | Top Excellence Award, Actress in a Miniseries | Yoon Eun-hye   | Candidato/a     |
| 2013 | Baeksang Arts Awards | Most Popular Actor (TV)                       | Park Yoo-chun  | Vincitore/trice |

## Distribuzioni internazionali
| Paese      | Canale/i                   | Prima TV                         | Titolo adottato               |
| ---------- | -------------------------- | -------------------------------- | ----------------------------- |
| Taiwan     | GTV                        | 15 aprile-24 maggio 2013         | 想你 (Mi manchi)              |
| Hong Kong  | TVB Drama 2                | 10 maggio-7 giugno 2013          | 想念你 (Mi manchi)            |
| Hong Kong  | TVB Window                 | 23 luglio-20 agosto 2013         | 想念你 (Mi manchi)            |
| Hong Kong  | TVB J2                     | 6 febbraio-17 marzo 2014         | 想念你 (Mi manchi)            |
| Cina       | Xing Kong                  | 10-25 luglio 2013                | 想你 (Mi manchi)              |
| Cina       | Anhui TV                   | 18 maggio-1º giugno 2014         | 想你 (Mi manchi)              |
| Birmania   | SKYNET International Drama | 26 dicembre 2013-5 febbraio 2014 |                               |
| Malaysia   | TV9                        | 28 gennaio-giugno 2013           | Missing You (Mi manchi)       |
| Giappone   | DATV                       | 28 marzo 2013-conclusa           | 会いたい (Voglio incontrarti) |
| Filippine  | ABS-CBN                    | 22 aprile-5 luglio 2013          | Missing You (Mi manchi)       |
| Grecia     | TV100                      | 24 settembre 2013-conclusa       |                               |
| Vietnam    | VTV9                       | 12 luglio 2013-20 agosto 2013    | Nhớ em (Mi manchi)            |
| Thailandia | Workpoint TV               | 8 ottobre 2014-conclusa          | รักสุดใจ (Con tutto il cuore)   |
| Indonesia  | Indosiar                   | 31 maggio 2015-conclusa          | Missing You (Mi manchi)       |